# NGC 67
NGC 67 (другие обозначения — MCG 5-1-64, ZWG 499.104, ARAK 4, ARP 113, VV 166, PGC 1185) — эллиптическая галактика (E) в созвездии Андромеда.
Этот объект входит в число перечисленных в оригинальной редакции «Нового общего каталога».
Галактика была открыта ирландским астрономом Уильямом Парсонсом 7 октября 1855.